# Uppsala
Uppsala (švedsko: [ˈɵ̂pːˌsɑːla] ⓘ; arhaično zapisano Upsala) je glavno mesto okrožja Uppsala in četrto največje mesto na Švedskem, za Stockholmom, Göteborgom in Malmöjem. Leta 2019 je imela 177.074 prebivalcev.
Je 71 km severno od glavnega mesta Stockholm in je tudi sedež občine Uppsala. Od leta 1164 je Uppsala cerkveno središče Švedske, kjer je sedež nadškofa Švedske cerkve. V Uppsali je največja skandinavska stolnica – Uppsalska stolnica, ki je bila do konca 19. stoletja pogosto prizorišče kronanja švedskega monarha.
Uppsalski grad, ki ga je zgradil kralj Gustav Vasa, je bil ena od kraljevih rezidenc švedskih monarhov in je bil v svoji zgodovini večkrat razširjen, zaradi česar je bila Uppsala v času svojega največjega obsega druga prestolnica Švedske. Danes služi kot rezidenca guvernerja okrožja Uppsala.
Univerza v Uppsali, ustanovljena leta 1477, je najstarejše središče visokošolskega izobraževanja v Skandinaviji. Med številnimi znanstveniki, povezanimi z mestom, sta Anders Celsius, izumitelj temperaturne lestvice Celzija, ki danes nosi njegovo ime, in Carl Linnaeus, oče taksonomije.
Drugi prebivalci Uppsale so filmski ustvarjalec Ingmar Bergman, diplomat Dag Hammarskjöld, kemiki Jöns Jacob Berzelius in Svante Arrhenius, igralka Viveca Lindfors in pevka Malena Ernman.

## Zgodovina
Uppsala se je prvotno nanašala na lokacijo nekaj kilometrov severno od sedanjega mesta, danes znano kot Gamla Uppsala (Stara Uppsala). Današnja Uppsala se je imenovala Aros, 'rečno ustjo', zaradi svoje takratne lege ob ustju reke Fyris v Ekoln, zaliv v jezeru Mälaren. Ime se je spremenilo v Östra Aros ('Vzhodni Aros'), da bi se razlikovala od Västra Aros (današnji Västerås).
Stara Uppsala je bila po srednjeveškem pisatelju Adamu Bremenskem glavno pogansko središče Švedske, tempelj v Uppsali pa je vseboval veličastne idole nordijskih bogov. Ravnine Kungsängen ob reki južno od Uppsale so bile opredeljene kot morebitna ujemanja s Fyrisvellirjem, krajem bitke pri Fyrisvellirju v 1880-ih. Östra Aros je bilo takrat pristaniško mesto Gamla Uppsala. Leta 1160 je bil kralj Eric Jedvardsson napaden in ubit pred cerkvijo v Östra Arosu, kasneje pa je bil v katoliški cerkvi cenjen kot svetnik. Leta 1274 je Östra Aros prehitel Gamla Uppsalo kot glavno regionalno središče, in ko je stolnica v Gamla Uppsali zgorela, so nadškofijo in relikvije svetega Erika preselili v Östra Aros, kjer je bila postavljena današnja katedrala v Uppsali; odprta je bila leta 1435. Stolnica je zgrajena v gotskem slogu in je ena največjih v severni Evropi, s stolpi, ki segajo 118,70 m visoko.
Mesto je kraj najstarejše univerze v Skandinaviji, ustanovljene leta 1477, in tukaj je dolga leta živel Carl Linnaeus, eden od priznanih učenjakov Univerze v Uppsali; njegovo hišo in vrt si je še vedno mogoče ogledati. V Uppsali stoji tudi Uppsalski grad  iz 16. stoletja. Mesto je bilo leta 1702 močno poškodovano v požaru.
Zgodovinski in kulturni zakladi so bili, tako kot v mnogih švedskih mestih, izgubljeni tudi zaradi rušenja v 1960-ih in 1970-ih, vendar je veliko zgodovinskih stavb ostalo, zlasti v zahodnem delu mesta. Grb z levom sega v leto 1737 in je bil večkrat posodobljen, nazadnje leta 1986. Pomen leva ni gotovost, vendar je verjetno povezan s kraljevim levom, ki je upodobljen tudi na grbu Švedske.
V cerkvenem smislu je kraj vedno pripadal župniji Uppsala, od leta 1961 pa se imenuje katedralna župnija Uppsala. Priključeni deli Uppsale pripadajo župnijam Gamla Uppsala, Helga Trefaldighets in Vaksala. Po razdelitvi župnije leta 1974 se deli mesta nahajajo v župniji Gottsunda. Po nadaljnji širitvi stavb so nekatere tudi v župniji Denmark-Funbo, pred letom 2010 pa v župniji Denmark.
Do leta 1971 je bilo mesto del okrožnega sodišča mestne hiše Uppsala, od leta 1971 pa je del sodišča Uppsala.

## Geografija
Mesto, ki leži na rodovitni uppsalski ravnini z blatnimi tlemi, se ponaša z majhno reko Fyris (Fyrisån), ki teče skozi pokrajino, obdano z bujnim rastlinjem. Vzporedno z reko teče ledeniški greben Uppsalaåsen na nadmorski višini približno 30 m, kjer stoji Uppsalski grad, s katerega je mogoče videti velik del mesta. Osrednji park Stadsskogen (dobesedno 'Mestni gozd') se razteza od juga daleč v mesto, z možnostmi za rekreacijo v številnih stanovanjskih območjih v hoje oddaljenosti.
Mnogi prebivalci Uppsale, ki je od prestolnice oddaljena približno 70 km oziroma 40 minut vožnje z vlakom, delajo v Stockholmu. Vožnja z vlakom do letališča Stockholm-Arlanda traja 17 minut, zaradi česar je mesto enostavno dostopno po zraku. Uppsala je tako kot Stockholm  na vzhodni obali Švedske na 59. severnem vzporedniku.
Trgovsko središče Uppsale je precej kompaktno. Mesto ima izrazito mestno in mestno delitev, kjer so duhovščina, kraljeva družina in akademik zgodovinsko prebivali v soseski Fjärdingen na zahodnem bregu reke, nekoliko ločeni od preostalega mesta, ansambel stolnice, gradu in univerzitetnih stavb pa je do danes ostal večinoma nedotaknjen. Medtem ko nekatere zgodovinske stavbe ostajajo na obrobju osrednjega jedra, je maloprodajna dejavnost geografsko osredotočena na majhno število blokov okoli ulic za pešce in glavnega trga na vzhodni strani reke, območja, ki je bilo zlasti v gospodarski razcvetu v 1960-ih deležno obsežne preobrazbe. V zadnjih desetletjih se je pomemben del maloprodajne dejavnosti preselil v nakupovalna središča in trgovine na obrobju mesta. Medtem so se pozidana območja močno razširila in prišlo je do nekaj suburbanizacije. Uppsala ima več jezer – kar še dodatno prispeva k velikim količinam dežja, ki jih mesto običajno zelo pogosto prejema.

### Podnebje
Uppsala leži južno od 60. severnega vzporednika in ima vlažno celinsko podnebje (Dfb) s hladnimi zimami in toplimi poletji. Zaradi svoje severne lege ima Uppsala med poletnim solsticijem več kot 18 ur vidnega sonca, med zimskim solsticijem pa manj kot 6 ur sonca. Kljub severni legi Uppsale zime niso tako hladne kot v drugih mestih na podobnih zemljepisnih širinah, predvsem zaradi Zalivskega toka. Na primer, januarja ima Uppsala povprečno dnevno temperaturo -2,7 °C. V Kanadi, na isti zemljepisni širini, ima Fort Smith dnevno povprečno temperaturo -22,4 °C.
Kar zadeva rekordne temperature, je razlika med najvišjo in najnižjo relativno velika. Najvišja zabeležena temperatura v Uppsali je bila 37,4 °C, zabeležena 9. julija 1933. Istega dne je bila v Ultuni, ki leži nekaj kilometrov južno od središča Uppsale, izmerjena temperatura 38 °C. To je najvišja temperatura, kar jih je bilo kdaj koli zabeleženih na Skandinavskem polotoku, čeprav je bila ista temperatura 14 let pozneje zabeležena v Målilli na Švedskem. Najnižja temperatura v Uppsali je bila zabeležena 24. januarja 1875, ko je temperatura padla na -39,5 °C. Druga najnižja zabeležena temperatura je -33,1 °C, zaradi česar je ta rekord eden najtežje presečih, saj temperature v Uppsali danes le redko padejo pod -30 °C. Razlika med obema rekordoma je 76,9 °C.
Zima običajno nastopi konec novembra in traja do sredine marca, ko nastopi pomlad. Poletje običajno nastopi sredi maja in traja do konca septembra, ko nastopi jesen. Padavine so najpogostejše med junijem in novembrom, v vseh teh mesecih pade povprečno 50 mm ali več. Največ padavin pade avgusta, 74 mm. Med januarjem in majem se količina padavin nekoliko zmanjša, saj v vseh mesecih pade povprečno manj kot 40 mm. Letna količina padavin znaša 576 mm. Padavine lahko padajo vse leto, manj pogoste pa so januarja in februarja. Sneženje se pojavlja predvsem med novembrom in marcem. Sneženje oktobra in aprila se lahko pojavi občasno, vendar ne vsako leto. V noči med 30. aprilom in 1. majem 2014 je v Uppsali zapadlo približno 15 cm snega, kar so bile prve zabeležene snežne padavine maja od leta 1981. Uppsala ima povprečno letno snežno odejo približno 100 dni.

## Gospodarstvo
Uppsala ima gospodarsko razvito v številnih sektorjih. Danes je Uppsala dobro uveljavljena na področju medicinskih raziskav in priznana po vodilnem položaju v biotehnologiji.

## Znamenitosti
Reka Fyris (Fyrisån) deli mesto na dva različna dela: zgodovinsko jedro zahodno od reke in sodobno upravno, stanovanjsko in trgovsko mestno središče vzhodno. Večina zgodovinskih znamenitosti in univerzitetnih stavb je v zahodnem delu s srednjeveško postavitvijo ulic, razgledom na reko in parki, kjer prevladuje stolnica.
Najbolj izstopajoča stavba v Uppsali je Domkyrka (Uppsalska stolnica), največja cerkvena stavba v Skandinaviji (visoka 118,70 m). Skupaj z gradom dominira obzorju Uppsale že od svoje izgradnje v 13. stoletju in jo je mogoče videti že z velike razdalje zunaj mesta, druge visoke stavbe so redke.
Nasproti zahodnega konca stolnice je Gustavianum, zgrajen leta 1625 kot glavna stavba univerze, ki je kot tak služil večji del 19. stoletja. V njem so Muzej nordijskih starin, Viktorijin muzej (egipčanskih starin) in univerzitetne zbirke kulturne zgodovine. V njem je tudi odlično ohranjeno anatomsko gledališče iz 17. stoletja (ki se je v tistem času uporabljalo za javna seciranja). Zraven Gustavianuma je nadškofijska palača iz 18. stoletja, uradna rezidenca luteranskega nadškofa Uppsale in primasa Švedske cerkve.
Nasproti Gustavianuma v univerzitetnem parku stoji univerzitetna dvorana, zgrajena v letih 1879–86 v italijanskem renesančnem slogu. V glavni stavbi univerze je kabinet kovancev Univerze Uppsala.
Nedaleč od univerze stoji Univerzitetna knjižnica Uppsala (Carolina Rediviva), največja knjižnica na Švedskem, z več kot 5 milijoni zvezkov in približno 60.000 rokopisi. Stavba je bila zgrajena v letih 1820–41.
Na približno 35 metrov visokem hribu jugozahodno od Univerzitetne knjižnice stoji Uppsalski grad. Gradnjo je leta 1549 začel kralj Gustav Vasa, ustanovitelj kraljeve rodbine Vasa. Danes grad gosti več muzejev, med njimi regionalni umetnostni muzej, in je rezidenca guvernerja okrožja Uppsala (landshövding).
V Uppsali je več botaničnih muzejev, povezanih s svetovno znanim botanikom in zoologom iz 18. stoletja, Carlom Linnéjem; Botanični vrt ob gradu, Linnéjev vrt v središču mesta in Linnéjev Hammarby, Linnéjeva poletna hiša v podeželski vasi Danmarks Hammarby južno od mesta.
5 kilometrov severno od mesta Uppsala leži Gamla Uppsala (Stara Uppsala), kjer je bilo predkrščansko naselje Uppsala, ki je kasneje dalo novo ime srednjeveškemu naselju južneje. Ostankov je malo, z izjemo več ogromnih gomil predkrščanskih monarhov in prejšnje stolnice iz leta 1164 n. št., za katero se tradicionalno pravi, da je bila zgrajena na mestu starega poganskega templja (in nedavne arheološke raziskave to domnevo podpirajo). Najdišče je bilo v predkrščanskih časih pomembno versko središče v Skandinaviji. Potem ko je stara stolnica okoli leta 1240 pogorela, je bila le delno obnovljena v skromnejši velikosti, saj ni bila več sedež nadškofa. Muzej Gamla Uppsala razstavlja arheološke najdbe, najdene med izkopavanji v Gamli Uppsali, in sorodne najdbe iz drugih delov Upplanda, pa tudi razstave o zgodovini samega najdišča.

## Znani prebivalci
- Anders Jonas Ångström
- Svante August Arrhenius
- Ingmar Bergman
- Jöns Jacob Berzelius
- Hans Blix
- Arvid Carlsson
- Anders Celsius
- Stefan Eriksson
- Torsten Hallman
- Lars Hollmer
- Dag Hammarskjöld
- Mattias Klum
- Carl Linnaeus
- Håkan Nesser
- Olaus Rudbeckius
- Roine Stolt
- Rebecka Törnqvist

Od teh so bili v Uppsali rojeni Arrhenius, Bergman, Blix, Carlsson, Celsius, Eriksson, Hallman, Klum, Stolt in Törnqvist.

## Pobratena mesta
Uppsala je pobratena z:
- Bærum, Norveška
- Frederiksberg, Danska
- Hafnarfjörður, Islandija
- Hämeenlinna, Finska
- Tartu, Estonija
- Minneapolis, ZDA
- Daejeon, Južna Koreja[12][13]